# Amor por contrato
Amor por contrato (en hangul, 월수금화목토; RR: Wolsugeumhwamokto) es una serie de televisión surcoreana dirigida por Nam Sung-woo y protagonizada por Park Min-young, Go Kyung-pyo y Kim Jae-young. Se transmite por el canal tvN desde el 21 de septiembre hasta el 10 de noviembre de 2022, los miércoles y jueves de 22:30 a 23:50 (hora local coreana).

## Sinopsis
Choi Sang-eun trabaja como esposa ficticia para hombres que necesitan aparecer como casados en su vida social. Así, tiene un contrato exclusivo con dos de ellos: con Jung Ji-ho los lunes, miércoles y viernes; con Kang Hae-jin los martes, jueves y sábados.

## Reparto

### Principal
- Park Min-young como Choi Sang-eun. En lugar de casarse, eligió trabajar como esposa ocasional para solteros, con apariencia, habilidades y encanto perfectos.[1][3]
- Ko Kyung-pyo como Jung Ji-ho, un hombre misterioso que oculta su trabajo y su personalidad. Durante cinco años ha pagado a Sang-eun con un contrato de tres días por semana.[1][4]
- Kim Jae-young como Kang Hae-jin, el hijo menor de una familia chaebol, además de ser una estrella Hallyu que se convierte en el nuevo cliente de Sang-eun.[1]

### Secundario

#### Allegados a Sang-eun
- Kang Hyung-suk como Woo Kwang-nam, exnovio y actual compañero de piso de Sang-eun.[5]
- Jin Kyung como Yoo Mi-ho, que fue secretaria de Ina Group.[6][7]

#### Allegados a Hae-jin
- Oh Ryung como Kang Sun-jin, el hermano mayor de Hae-jin, director ejecutivo de Kangjin Group.[7]
- Jung Sung-ho como Choi Chan-hee, director de la agencia de Hae-jin.[8]
- Lee Seung-cheol como Kang Jin, padre de Hae-jin y presidente de Kangjin Group.[8]
- Kim Hyun-mok como Yoo Jung-han, mánager de Hae-jin.[9]
- Yang Jung-a como Choi Ran-hee, la madre de Hae-jin y madrastra de Sun-jin.[10]

#### Ina Group
- Ahn Suk-hwan como Jung Kil-tae, presidente de Ina Group.[8]
- Kim Dong-hyun como Choi Sang-moo.[8]

#### Otros
- Lee Joo-bin como Jung Ji-eun.[11]
- Bae Hae-sun como Kim Sung-mi.[9]
- Park Chul-min como un Kim Sang-soo, un directivo que reconoce el potencial de Ji-ho y cuida de él.[7]
- Park Kyung-hye como Kim Yoo-mi, investigadora del equipo de Ji-ho.[7]

#### Apariciones especiales
- Nana como Yoo-mi, una actriz que aparece en la misma serie que Kang Hae-jin (cap. 1).[12]
- Go Geon-han.[13]
- Yoon Ye-hee como la madre de Sang-eun.[14]
- Lee Seung-guk como un youtuber.[15]

## Producción
La serie ha sido escrita por Ha Gu-dam. En febrero de 2022 se anunció que había sido ofrecido uno de los papeles protagonistas a Yoo Yeon-seok, aunque posteriormente este no aparecería en el reparto.
El 3 de mayo de 2022 el equipo de producción de la serie anunció que se había completado el reparto protagonista. En julio de 2022 el rodaje estaba en marcha. Realmente había comenzado en mayo, y concluyó el 29 de octubre. El 12 de agosto se publicaron fotos y vídeos de la lectura del guion, con la presencia de todo el reparto.

## Audiencia
| Temporada | Temporada | Episodio número | Episodio número | Episodio número | Episodio número | Episodio número | Episodio número | Episodio número | Episodio número | Episodio número | Episodio número | Episodio número | Episodio número | Episodio número | Episodio número | Episodio número | Episodio número | Promedio |
| Temporada | Temporada | 1               | 2               | 3               | 4               | 5               | 6               | 7               | 8               | 9               | 10              | 11              | 12              | 13              | 14              | 15              | 16              | Promedio |
| --------- | --------- | --------------- | --------------- | --------------- | --------------- | --------------- | --------------- | --------------- | --------------- | --------------- | --------------- | --------------- | --------------- | --------------- | --------------- | --------------- | --------------- | -------- |
|           | 1         | 919             | 783             | 898             | 853             | 763             | 864             | 658             | 889             | 621             | 698             | 640             | 664             | 669             | 709             | 775             | 693             | 756      |

| Episodio | Fecha de emisión         | Índice de audiencia (Nielsen Korea) | Índice de audiencia (Nielsen Korea) |
| Episodio | Fecha de emisión         | Nacional                            | Seúl                                |
| --- | ------------------------ | ----------------------------------- | ----------------------------------- |
| 1 | 21 de septiembre de 2022 | 3,992 % (2.ª)                       | 3,859 % (3.ª)                       |
| 2 | 22 de septiembre de 2022 | 3,447 % (2.ª)                       | 3,818 % (2.ª)                       |
| 3 | 28 de septiembre de 2022 | 3,761 % (2.ª)                       | 4,019 % (3.ª)                       |
| 4 | 29 de septiembre de 2022 | 3,584 % (2.ª)                       | 3,745 % (2.ª)                       |
| 5 | 5 de octubre de 2022     | 3,007 % (3.ª)                       | 2,905 % (3.ª)                       |
| 6 | 6 de octubre de 2022     | 3,539 % (2.ª)                       | 3,763 % (2.ª)                       |
| 7 | 12 de octubre de 2022    | 2,859 % (3.ª)                       | 2,988 % (3.ª)                       |
| 8 | 13 de octubre de 2022    | 3,633 % (2.ª)                       | 3,744 % (2.ª)                       |
| 9 | 19 de octubre de 2022    | 2,679 % (3.ª)                       | 2,913 % (3.ª)                       |
| 10 | 20 de octubre de 2022    | 2,833 % (1.ª)                       | 2,8 % (2.ª)                         |
| 11 | 26 de octubre de 2022    | 2,745 % (3.ª)                       | 3,241 % (3.ª)                       |
| 12 | 27 de octubre de 2022    | 2,804 % (2.ª)                       | 3,082 % (3.ª)                       |
| 13 | 2 de noviembre de 2022   | 2,753 % (1.ª)                       | 2,815 % (2.ª)                       |
| 14 | 3 de noviembre de 2022   | 2,926 % (1.ª)                       | 3,394 % (1.ª)                       |
| 15 | 9 de noviembre de 2022   | 3,122 % (2.ª)                       | 3,338 % (2.ª)                       |
| 16 | 10 de noviembre de 2022  | 3,059 % (2.ª)                       | 3,131 % (2.ª)                       |
| Promedio | Promedio                 | 3,171 %                             | 3,347 %                             |
| - En la tabla, los números azules representan los índices de audiencia más bajos y los números rojos representan los más altos. - Esta serie se transmite mediante televisión por cable/TV de pago, que por lo general tiene una audiencia más pequeña en comparación con la de cadenas públicas como (KBS, SBS, MBC y EBS). |                          |                                     |                                     |